# 諾特海姆的奧托 (巴伐利亞公爵)
諾特海姆的奧托（德語：Otto von Northeim；約1020年—1083年1月11日），出身自諾特海姆家族，巴伐利亞公爵（1061年—1070年在位）。諾特海姆的奧托是1073年至1075年薩克森叛亂及於1077年至1088年反對皇帝亨利四世的大薩克森起義的領導人之一。諾特海姆伯爵本諾與其妻子埃利卡的兒子。

## 生平
最早提到富有影響力的薩克森諾特海姆家族是在950年左右，尚未確定是誰的後裔，但是與傳說中的維杜金德公爵的家族有關係，而根據勃蘭登堡的馬格德堡大主教埃里克所說，奧托的祖父諾德海伯爵姆齊格飛一世是盧森堡伯爵齊格飛的兒子。
諾德海姆伯爵宮廷在莱讷河和威拉河上游，威悉河及其迪默爾河和內特河支流以及易北河下游擁有大規模的薩克森莊園。他們還擔任過柯维修道院、甘德斯海姆修道院、赫爾馬斯豪森修道院、布爾斯費爾德修道院和阿默隆斯伯恩修道院的特使。奧托於1049年接任他的父親成為諾德海姆伯爵，然後與比隆公爵貝恩哈德二世和施塔德伯爵烏冬尼成為最有影響力的薩克森貴族之一。 

### 亨利四世在攝政下的角色
當薩利安王朝皇帝亨利三世於1056年去世後，他的遺孀艾格尼絲太后於1061年任命奧托為巴伐利亞公爵，以得到年輕國王亨利四世的母親和攝政王艾格尼絲太后的支持。然而，翌年（1062年），當艾格尼絲將權力交給知己奧格斯堡主教亨利二世時，奧托是其中一位諸侯協助科隆主教安諾二世向亨利四世及其攝政發動奪權政變，是為凱撒斯威特政變。
在亨利年少時，奧托在帝國的政府中扮演重要角色。他於1063年成功遠征匈牙利，重新將亨利四世的姐姐士瓦本的朱迪思的未婚夫所羅門送上匈牙利國王王位，後者早前因父親安德烈一世於1060年在在蒂薩河以東進行了決戰時戰死而被叔叔貝拉一世驅逐出境。翌年，奧托又前往意大利，為因任命對立教宗何諾二世而產生的教派分裂進行和解。奧托還協助確保阿德爾伯特出任漢堡和不來梅大主教。由於他為皇家利益兩次越過阿爾卑斯山，並於1069年兩次參加兩次遠征前往德意志人民的，進入德意志以東的波拉比安斯拉夫人土地。

### 與亨利四世決裂
奧托本來與這位年輕國王亨利四世保持良好關係。但是，奧托忽略巴伐利亞公國的重要性，而是將其加入自己在哈次山南部的薩克森領地中，最終導致與亨利四世的衝突，後者旨在鞏固他在該地區的王室領地。1070年，康拉德斯堡埃格諾一世控告奧托陰謀刺殺皇帝，對他提出質疑的指控，因此決定奧托應在戈斯拉爾與他的原告人進行比武審判。
奧托由於擔心自己的安全，他要求往返會議地點。他的要求被拒絕後，奧托便拒絕露面，因此他被置於帝國禁令之下，並被剝奪其巴伐利亞公爵爵位，而他在薩克森的財產也被掠奪。奧托在巴伐利亞公國沒有得到任何支持，但在薩克森地區卻集結一支軍隊，對亨利四世進行一次掠奪戰，直到1071年五旬節時投降為止。翌年，奧托從羈押中被釋放，並取回他的私人財產，雖然不包括巴伐利亞公爵的頭銜，因為該頭銜已經授予給他的前女婿韋爾夫一世，即奧托的女兒埃瑟琳德的前夫。

### 叛亂
據《薩克森戰爭史》（關於薩克森戰爭）一書的作者布魯諾說，當薩克森叛亂於1073年夏天爆發時，奧托在沃爾姆斯萊本的集會向當地貴族發表鼓舞人心的演講，之後他指揮叛亂分子起義。1074年2月2日，通過蓋斯通根和平協議，巴伐利亞公國正式恢復原狀交還給奧托，但是遭到當地貴族強烈反對。結果，奧托的前女婿韋爾夫一世仍然是事實上的統治者，他還於1075年參加哈爾茨堡被拆除後的第二次起義。奧托於6月9日在朗根薩爾扎戰役中被擊敗，他投降並再次被皇帝亨利四世赦免，任命他成為薩克森公國的行政長官。
1076年，皇帝亨利四世和教皇格里高利七世之間的敘任權鬥爭達到頂峰，亨利四世被絕罰。奧托試圖在特雷布爾為亨利四世和被召集的薩克森貴族之間進行調停，但當這些努力失敗後，他又加入了叛亂分子行列。但是，奧託並不是大薩克森起義的領袖。一旦他確信巴伐利亞公國將歸還給他，奧托就接受士瓦本公爵萊茵費爾登的魯道夫當選為對立國王。奧托憑藉自己的能力和英勇精神，在梅爾里希施塔特、弗拉希海姆和霍恩默爾森戰役中仍然擊敗亨利四世的部隊。

### 逝世
奧托一直反對國王，直到他於1083年1月11日逝世為止，他被埋葬在諾特海姆的尼古拉教堂中。奧托在薩克森的私人財產後來傳給敘普林根堡的洛泰爾，後者於1100年與奧托的外孫女諾特海姆的里琴莎結婚。繼1125年成為德意志皇后和1133年成為神聖羅馬皇后，諾特海姆的里琴莎於1141年去世後，她的女兒格特魯德和其丈夫韋爾夫家族的（驕傲的）亨利十世繼承其領地。